# Hélène Choquette
Hélène Choquette est une réalisatrice québécoise. Ses documentaires abordent des sujets sociaux et politiques. Hélène a toujours voulu traiter des sujets dans ses films documentaires qui parlent des réalités et des individus. Les  aides familiales étrangères, les réfugiés environnementaux, les victimes de la catastrophe de Tchernobyl, la traite de personnes au Canada et la réalité familiale de femmes incarcérées sont certains des sujets abordés dans ses films.

## Biographie
Hélène Choquette se forme au cinéma au Cégep d'Ahuntsic et obtient un baccalauréat en communications à l'UQAM en 1993. Très intéressée par la photo dès l'enfance et par le montage (elle tient sa passion d'un père enseignant qui projetait des films à la maison), elle commence par faire de la caméra pour d'autres, ce qui lui donne l'opportunité de rencontrer Jean Rouch, à l'occasion d'un tournage en France.
À 29 ans, elle quitte son emploi de productrice déléguée et recherchiste pour réaliser avec Jean-Philippe Duval son premier film Marché Jean Talon (2003), une série documentaire de 6 épisodes qui lui vaut plusieurs prix et lance sa carrière. Ce film, précurseur des webséries, est tourné dans la plus pure tradition du cinéma direct. Plus tard suivront d'autres films documentaires dont elle assure seule la réalisation. Elle y traite de façon récurrente des thèmes de l'enfance, de l'exploitation, du déracinement et du regard qu'on porte les uns sur les autres. Sensible aux autres comme seul point de vue d'auteur, elle s'intéresse aux exclus et à ceux qui n'ont pas de voix au Québec comme ailleurs dans le monde : aides familiales en recherche de citoyenneté, femmes exploitées sexuellement, femmes autochtones violentées en Colombie-britannique, enfants pauvres de Birmanie. Dans le documentaire Comme un caillou dans la botte (2018), elle suit des immigrants sénégalais illégaux en Italie. Elle est aussi très sensible à l'écologie et son film le plus ambitieux, Les Réfugiés de la Planète bleue tourné en 2005 aux Maldives, au Brésil et en Alberta, témoigne des ravages du dérèglement climatique. L'Office national du film du Canada lui a commandé Grande Fille (2014) et Marie-France Bazzo, le documentaire Notes de passage (2014).

## Œuvre

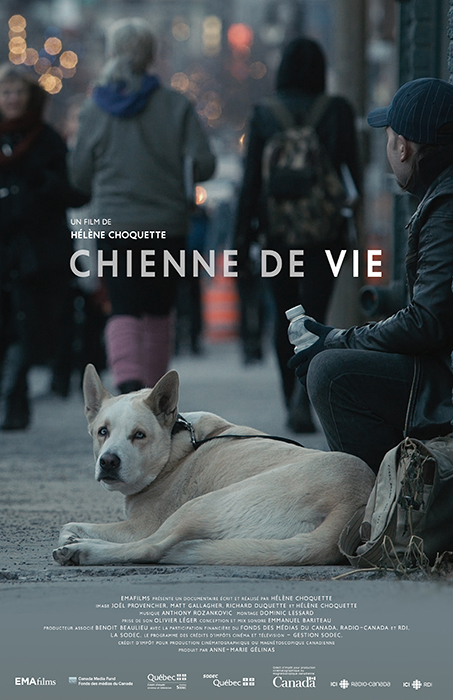
Affiche du film Chienne de vie (2015)

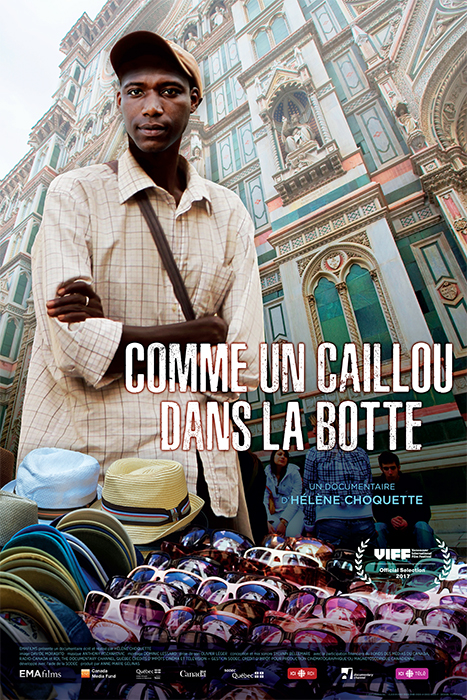
Affiche du film Comme un caillou dans la botte (2017)

## Filmographie

### Documentaires uniques
- 2005 : Bonnes à tout faire / A better life
- 2006 : Bachelet et moi
- 2006 : Les Enfants de Tchernobyl / Chernobyl children
- 2007 : Les Réfugiés de la planète bleue / The Refugees of the Blue Planet (coréalisé avec Jean-Philippe Duval, tourné en 2005)
- 2009 : Avenue Zéro / Avenue Zero
- 2012 : Les Poings de la fierté / Fists of Pride[13]
- 2013 : Les Discrètes / Emilie's Daughters[14],[15]
- 2014 : Notes de passage
- 2014 : Grande fille! / Little Big Girls
- 2014 : Les Différents
- 2015 : Chienne de vie / A Dog's Life
- 2015 : Unité 9 le documentaire
- 2016 : Unité 9 les IPL
- 2018 : Comme un caillou dans la botte / Like a Pebble in the Boot
- 2019 : Lepage au Soleil : à l'origine de Kanata / Lepage at the Soleil
- 2019 : Carré Saint-Louis
- 2021: Les Unions qu'ossa donne?
- 2022: Une histoire sur le goût de la langue
- 2024: Ma jungle

### Séries documentaires
- 2003 : Marché Jean-Talon (6 épisodes coréalisés avec Jean-Philippe Duval)
- 2006 : Les Apprentis du rebut global
- 2018 : 1968 - 50 ans plus tard

### Webdocumentaires
- 2009 : PIB : l’indice humain de la crise économique canadienne / The GDP Project[16]
- 2015 : Unité 9 le webdocumentaire

## Récompenses
- 2005 : Prix Gémeaux, Meilleure série documentaire pour Marché Jean-Talon[17]
- 2005 : Prix Gémeaux, Prix du Multiculturalisme pour Marché Jean-Talon[17]
- 2006 : Planet in Focus, Canada, Meilleur long-métrage documentaire canadien pour Les Réfugiés de la planète bleue[18]
- 2006 : Ciné Eco International Film Festival, Portugal, Prix du jury jeunesse pour Les Réfugiés de la planète bleue[19]
- 2007 : Prix Gémeaux, Meilleure recherche, catégorie recherche et affaires publiques, pour Les Réfugiés de la planète bleue[20]
- 2010 : Prix Gémeaux, Meilleure direction de la photographie, Catégorie documentaires et affaires publiques pour Avenue Zéro[7]
- 2010 : Canadian Awards, Best on-line Original Program pour PIB : l’indice humain de la crise économique canadienne[19]
- 2010 : Prix du meilleur web-documentaire,  WEB-TV festival, France, pour PIB : l’indice humain de la crise économique canadienne[21]
- 2010 : Prix NUMIX pour PIB : l’indice humain de la crise économique canadienne[22]
- 2012 : Mention spéciale, Jury des détenus, Rencontres internationales du documentaires de Montréal (RIDM), pour Les Poings de la fierté[23]
- 2018: Prix Gémeaux, Meilleur scénario : documentaire - émission - Carré Saint-Louis : une histoire populaire[24]
- 2019 : Prix Gémeaux, Meilleurs scénario : documentaire  - 1968 : 50 ans plus tard